# جيمس إسحاق
جيمس إسحاق (بالإنجليزية: James Isaac)‏ (5 يونيو 1960 - 6 ماي 2012) هو مخرج أمريكي، عرف بإخراجه لفيلم جيسون إكس.

## وفاته
توفي في 6 ماي 2012 بسبب مرض الورم النقوي المتعدد.

## روابط خارجية
- جيمس إسحاق على موقع IMDb (الإنجليزية)
- جيمس إسحاق على موقع ألو سيني (الفرنسية)
- جيمس إسحاق على موقع أول موفي (الإنجليزية)
- جيمس إسحاق على موقع قاعدة بيانات الأفلام السويدية (السويدية)
- جيمس إسحاق على موقع قاعدة بيانات الفيلم (الإنجليزية)
- جيمس إسحاق على موقع كينوبويسك (الروسية)